# La viuda
La viuda (títol original, Greta) és una pel·lícula de thriller psicològic del 2018 dirigida per Neil Jordan i escrita per Ray Wright i pel mateix Jordan. La pel·lícula és protagonitzada per Isabelle Huppert, Chloë Grace Moretz, Maika Monroe, Colm Feore i Stephen Rea, i segueix una dona jove mentre estableix una amistat amb una vídua solitària que s'obsessiona amb ella. S'ha doblat i subtitulat al català.
La pel·lícula es va projectar al Festival Internacional de Cinema de Toronto el 6 de setembre de 2018. Es va estrenar als cinemes l'1 de març de 2019 als Estats Units. La pel·lícula va recaptar més de 18 milions de dòlars a tot el món i ha rebut crítiques en diversos sentits.